# Ластівка рудоголова
Ластівка рудоголова (Alopochelidon fucata) — вид горобцеподібних птахів родини ластівкових (Hirundinidae). Поширений в Південній Америці.

## Поширення
Трапляється в Аргентині, Болівії, Бразилії, Колумбії, Парагваю, Перу, Уругваю та Венесуели, а бродяжні птахи залітають до Чилі та на Фолклендських островах. Мешкає у відкритих і переважно відкритих тропічних і субтропічних районах, особливо біля невеликих водойм, у лісових галявинах біля струмків і в пампасах. Його також можна знайти на вологих або затоплених ділянках відкритих луків.